# Der Weg zurück

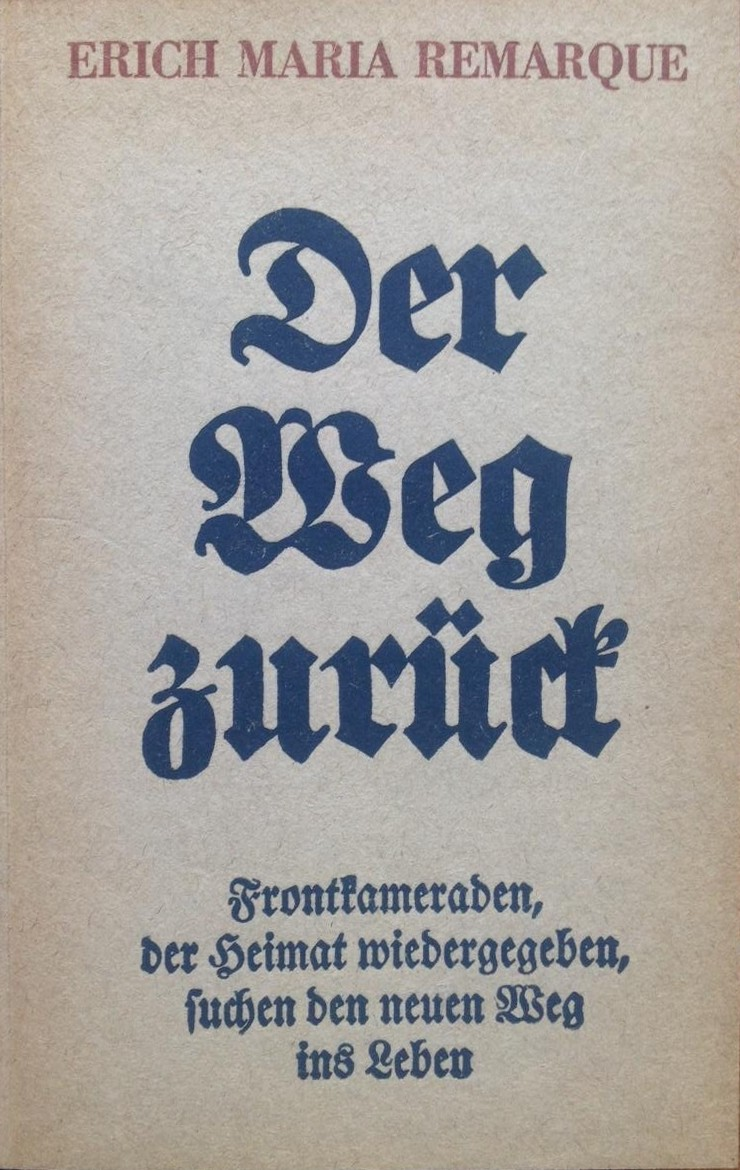
Erich Maria Remarque: Der Weg zurück. Erstausgabe Propyläen 1931

Der Weg zurück ist der Titel eines Romans von Erich Maria Remarque. In seinem Buch schildert Remarque die Rückkehr deutscher Soldaten ins Zivilleben nach dem Ende des Ersten Weltkrieges.
Die Fortsetzung von Remarques Roman Im Westen nichts Neues erschien zuerst zwischen Dezember 1930 und Januar 1931 in der Vossischen Zeitung, bevor er im April 1931 als Buch beim Propyläen Verlag publiziert wurde. Nach seinem Erscheinen wurde der Roman in Deutschland, wegen seiner pessimistischen Grundhaltung, kontrovers diskutiert und kritisiert.
Im Mai 1933 wurde Der Weg zurück zusammen mit Im Westen nichts Neues von den Nationalsozialisten öffentlich verbrannt.

## Handlung

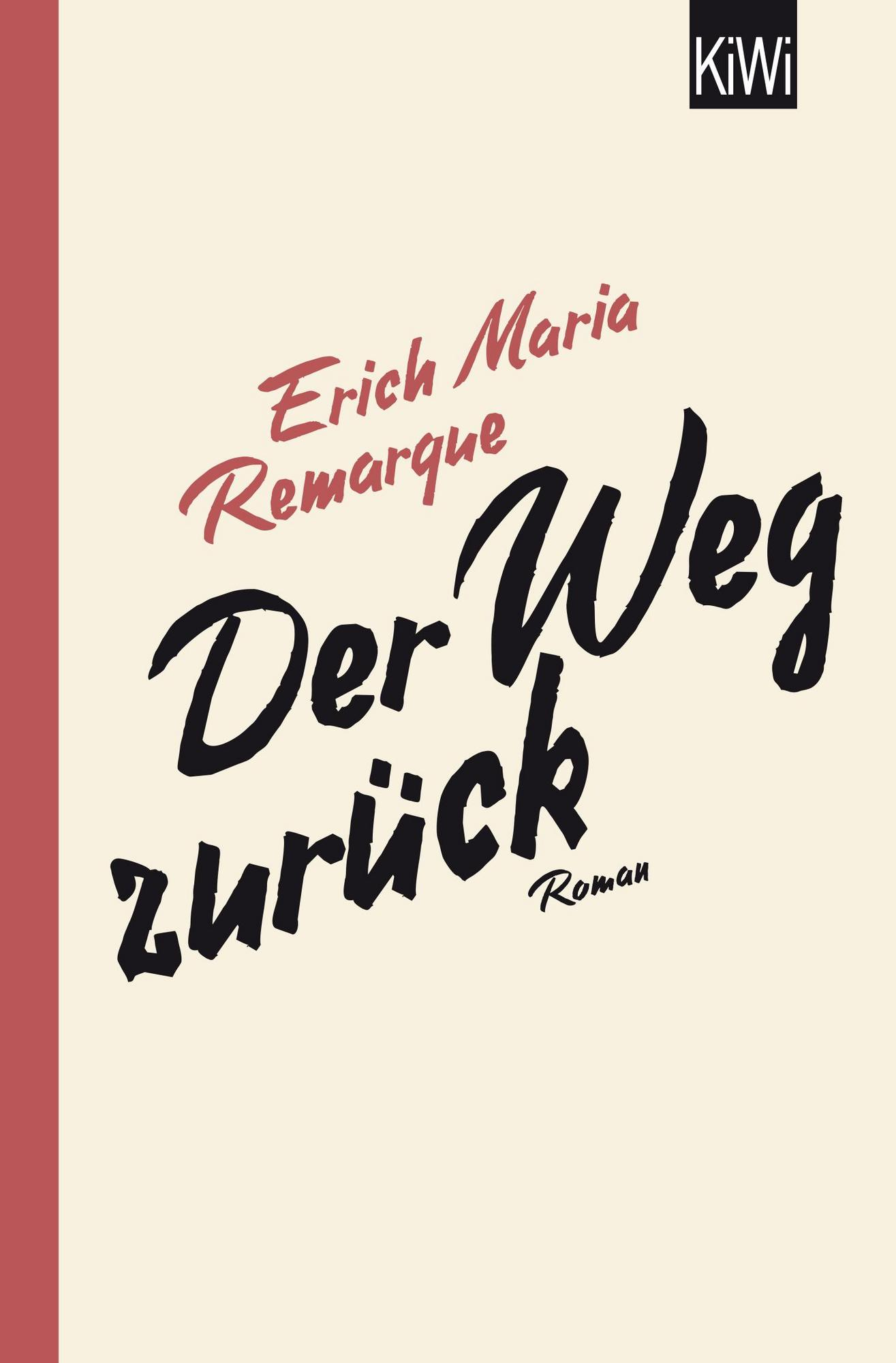
Erich Maria Remarque: Der Weg zurück. Neuauflage Kiepenheuer & Witsch 2014

In den Schützengräben an der Westfront erleben Ernst Birkholz, der Protagonist, und seine Kameraden das Ende des Ersten Weltkriegs, worauf sie sich auf den Weg nach Hause machen. Dort angekommen, müssen sie feststellen, dass sie nicht als Helden gefeiert werden, sondern dass von der Kriegsbegeisterung, mit der man sie Jahre zuvor in den Krieg „gelockt“ hat, nichts mehr übrig ist. Ein Großteil der Bevölkerung, unter anderem auch die Eltern und Ehefrauen von Ernst und seinen Kameraden, kann und will nicht anerkennen, dass die Jahre des Krieges die jungen Soldaten verändert und traumatisiert haben. Der Einstieg in das für die Soldaten ziel- und belanglose zivile Leben erscheint ihnen nach dem Leben im Schützengraben unmöglich. Die ehemaligen Soldaten fühlen sich immer weiter von der Gesellschaft ausgeschlossen und orientierungslos. Während einige als skrupellose Schieber aus der Not der Bevölkerung Kapital schlagen, enden andere im Irrenhaus, landen im Gefängnis oder begehen Selbstmord. Ernst Birkholz beendet sein durch den Krieg unterbrochenes Studium am Lehrerseminar und tritt eine Stelle als Lehrer in einem Dorf an, welche er jedoch bereits kurze Zeit später wieder kündigt, da ihn die Perspektive auf ein ewig gleichförmiges Leben abschreckt. Zu diesem Zeitpunkt tritt sein psychisches Trauma weiter in den Vordergrund, was in einem Nervenzusammenbruch endet. Das Buch endet damit, dass der Protagonist erkennt, dass vieles durch den Krieg zerstört wurde, aber auch manches wieder aufzubauen und wieder gutzumachen ist.
Stilistisch arbeitet der Roman damit, dass den Erfahrungen der ehemaligen Soldaten nach ihrer Rückkehr in die Heimat Rückblicke auf Erlebnisse aus dem Krieg gegenübergestellt werden. So erscheinen den Frontsoldaten die alltäglichen Sorgen der Menschen in ihrer Umgebung völlig belanglos angesichts der – in verschiedenen Rückblicken diesen Sorgen gegenüber gestellten – traumatischen Erfahrungen an der Front. Bei diesen Rückblicken erinnert sich der Protagonist auch an die im Krieg gefallenen Kameraden Paul Bäumer, Stanislaus Katczinsky und Haie Westhus, die Hauptfiguren des Romans Im Westen nichts Neues. Neben der in beiden Romanen auftauchenden Figur des Soldaten Tjaden ist dies der einzige direkte Bezug zum vorangegangenen Roman.

## Verfilmung
1937 wurde die Geschichte von Regisseur James Whale unter dem Titel The Road Back nach einem Drehbuch von Charles Kenyon verfilmt.

## Textausgaben
- Erich Maria Remarque: Der Weg zurück. Propyläen, Berlin 1931.
- Erich Maria Remarque: Der Weg zurück. Kiepenheuer & Witsch, Köln 2014, ISBN 978-3-462-04630-4.